# Богадельня

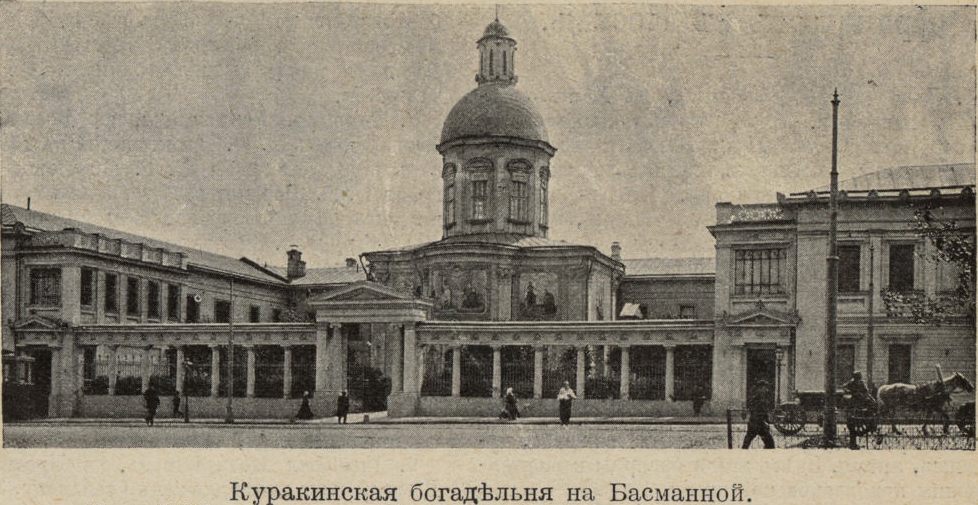
Куракинская богадельня на Басманной, Москва.

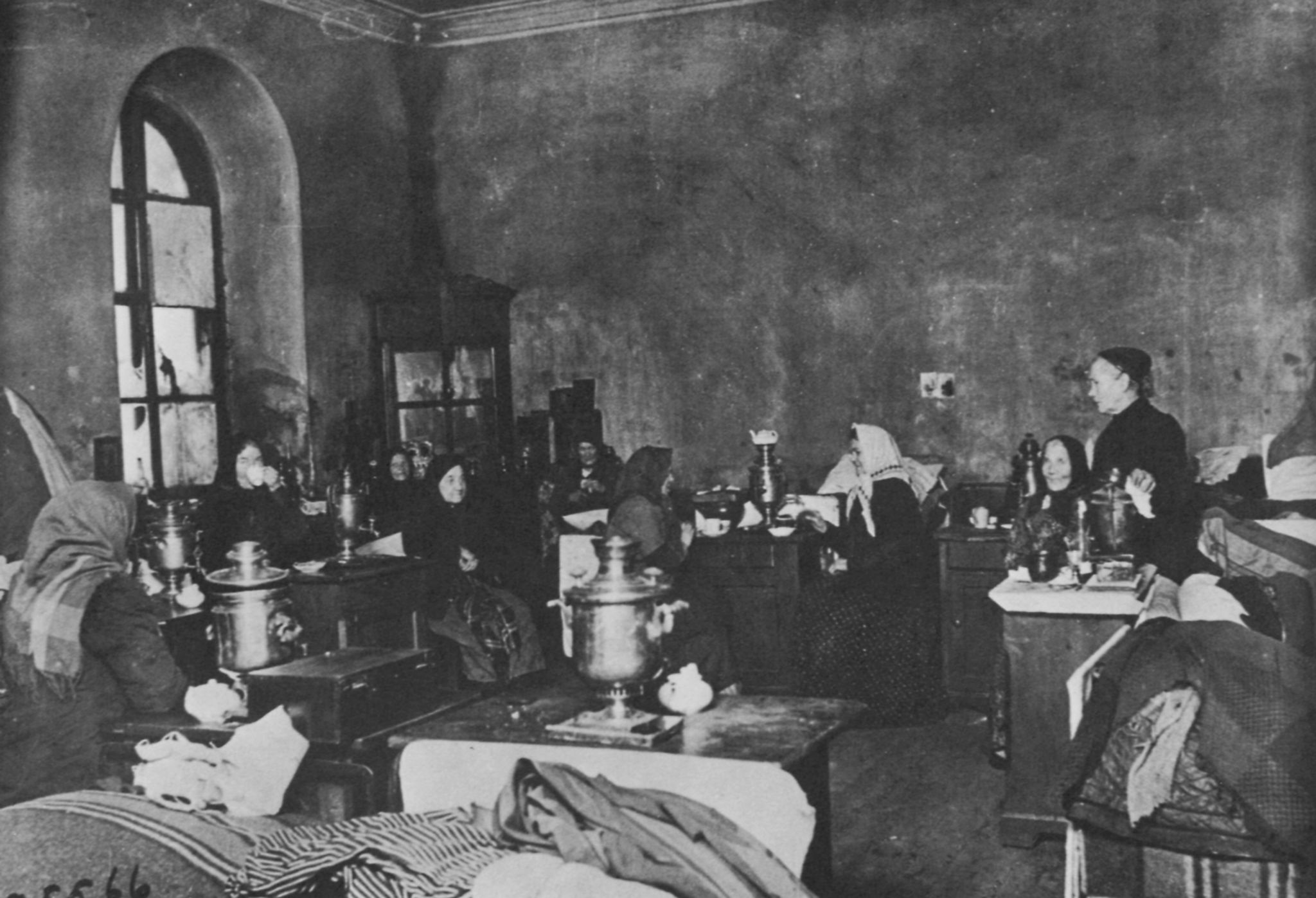
В богадельне (Дом престарелых).

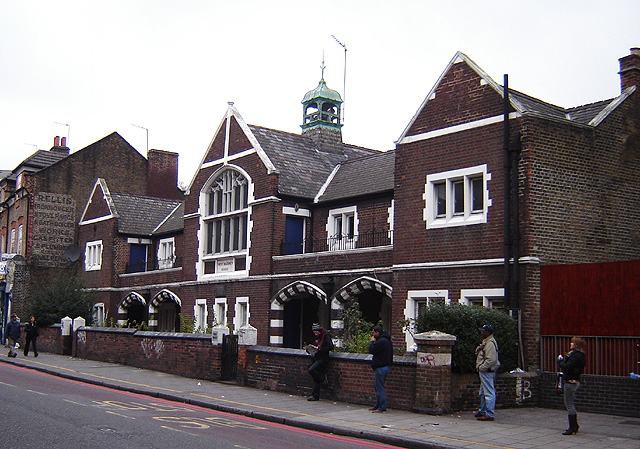
Здание богадельни в Лондоне.

Богаде́льня (от слов Бога дѣля, то есть «ради Бога») — учреждение для ухода за престарелыми, инвалидами и неизлечимо больными нищими; божий дом, божий приют, благотворительное учреждение (заведение) для содержания нетрудоспособных лиц (увечных (инвалидов, калек), неспособных к работе, престарелых, немощных и выздоравливающих).
Понятие богадельни следует отделять от старорусского термина «убогий дом» (иначе — «божий дом», «божедомка», скудельня) — обозначения места расположения общей могилы, погоста или кладбища для упокоения странников, за погребенье которых некому было платить, или лиц, погибших внезапно, без причащения и покаяния (в том числе, самоубийц). 
Военные богадельни для призрения раненых, болезненных и престарелых воинов и их семейств — инвалидные дома.

## В России

### На Руси
На Русь богадельни перешли вместе с христианством из Византии (Восточной Римской империи). Уже церковный устав новгородского князя Владимира упоминает о них, и заведование ими поручает церкви.

### До XVIII века
Можно сказать, что в Древней Руси при всякой приходской церкви имелась богадельня, а при некоторых монастырях образовались целые слободы нищих. Но церковь принимала под своё покровительство всякого без разбора, и уже на Стоглавом соборе царь говорил, что в богаделенных избах, на которых идёт содержание как от царской казны, так и от многих благотворителей, содержатся не настоящие нищие, а те, которые платят за такое помещение приказчикам, управляющим этими избами. Собор признал необходимым выделить действительных нищих, состарившихся и прокажённых, переписать их по всем городам, и устроить для них мужские и женские богадельни «под наблюдением добрых священников и градских целовальников», а содержать такие богадельни за счёт частной милостыни.
В связи с этими мерами стоит учреждение Приказа строения богаделен; в то же время цари продолжали устраивать и поддерживать богадельни в Москве и других городах за счёт своей царской казны, именно на суммы Приказа Большого дворца. Во второй половине XVII века в Москве существовало до семи или до восьми более или менее обширных царских богаделен. Была известна Моисеевская богадельня, устроенная на 100 человек, другая у Боровицкого моста на 38 человек, далее на Могильцах для 12, потом Покровская, Кулиженская, Петровская; далее у Боровицкого моста на 8 «человек робят» и в Сретенском монастыре род больницы «болящим и бродящим и лежащим нищим по улицам». Всех богадельников в царских богадельнях насчитывалось до 410 человек. Но заботы правительства о надлежащей организации богаделен были до конца XVII века весьма слабы. Существенная перемена в этом деле должна была произойти вследствие указа 1682 г. царя Фёдора Алексеевича об устройстве в Москве двух шпиталень по новым еуропским обычаям, одной в Знаменском монастыре, в Китай-городе, а другой за Никитскими воротами, на Гранатном дворе. Для обеспечения этих шпиталень назначались вотчины, бывшие за Архангельским епископом и за Знаменским монастырем, чтобы «впредь, по улицам, бродящих и лежащих нищих не было» (этот замечательный указ не вошёл в Полное Собрание законов; в новейшее время напечатан в «Курсе государственного благоустройства», Киев, 1890 г., ч. I, стр. 105—111).

### XVIII век
За этим проектом следует законодательство Петра Великого, который, преследуя нищенство и воспрещая частную благотворительность, повелел в 1712 году завести по всем губерниям богадельни для престарелых и увечных, неспособных к работе, и в такие монастырские и церковные богадельни прежде всего хотел помещать престарелых, раненых и увечных военных чинов, а для содержания их указал давать им хлебное и денежное жалованье; на построение при церквах богаделен для нищенствующих больных повелено было обращать свечные сборы. Открывавшихся при ревизиях увечных и дряхлых, неспособных к труду, повелевалось (в 1723 г.) в оклад не писать, а отправлять в богадельни — распоряжение замечательное, но оказавшееся невыполнимым по недостаточности богаделен. Средства церковные оказывались весьма недостаточными для заведения и содержания богаделен, а надежды, которые Пётр возлагал в этом деле на созданные им городовые магистраты, не оправдались. Вот почему при преемниках Петра I до Учреждения о губерниях беспрестанно повторяются указы как о преследовании нищенства, так и о заведении богаделен. В Учреждении о губерниях 1775 г. является попытка устроить это дело на совершенно новых началах, попытка, оказавшаяся малосостоятельною. Устроение и заведование богаделен поручено было созданному в каждой губернии приказу общественного призрения бедных. Приказам поручалось учреждать в городах и селениях богадельни, особые для мужчин и особые для женщин. Кроме увечных и престарелых бедняков, в эти богадельни указывалось помещать: бродяг и преступников, ссылаемых в Сибирь, если по дряхлости и болезням не могут туда следовать, увечных отставных нижних чинов, захваченных в прошении милостыни, исключаемых за пороки из духовного ведомства и по болезням и старости неспособных трудом снискивать пропитание и т. п.

### XIX век

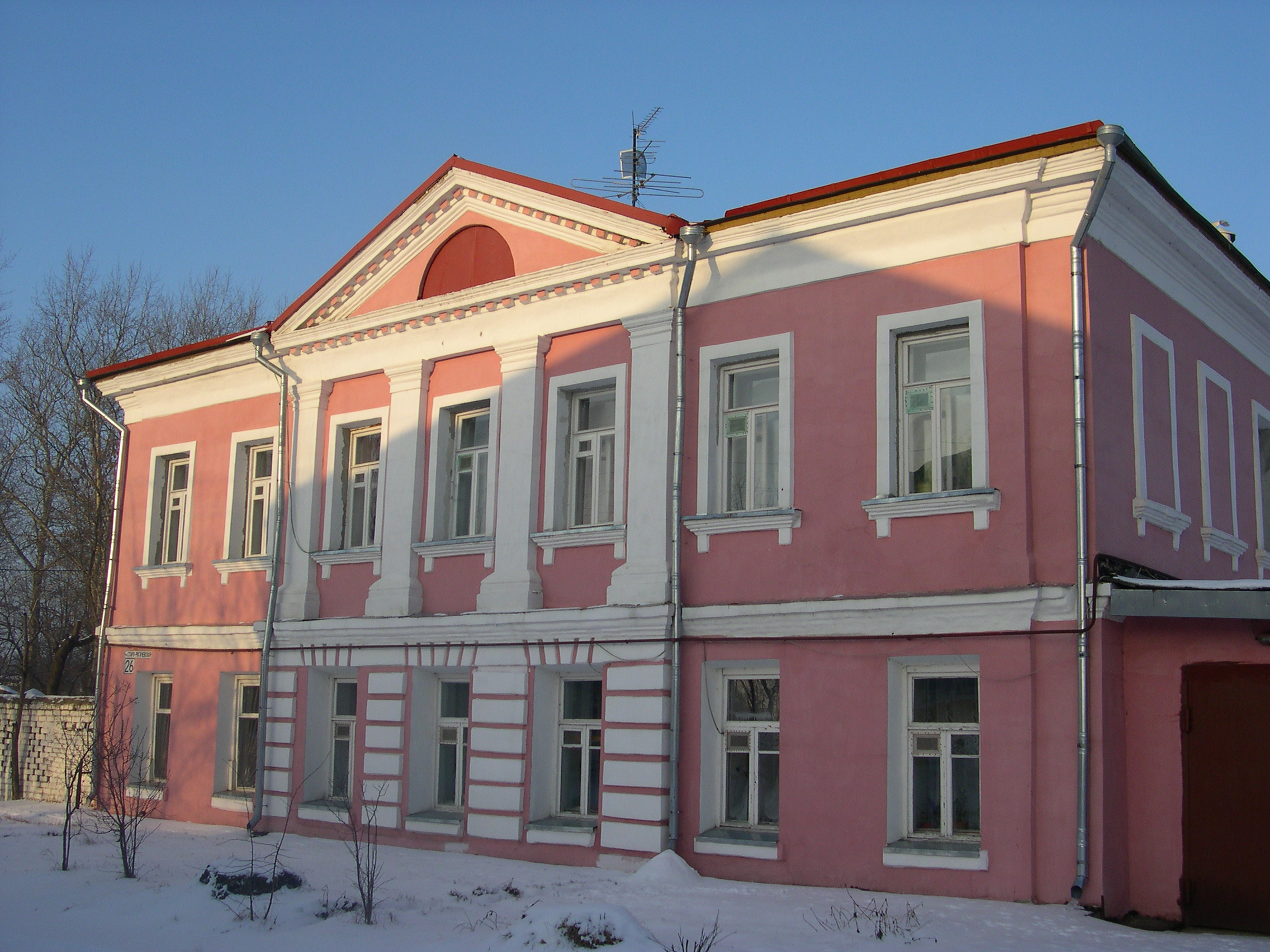
Здание богадельни И. А. Тугаринова в Дмитрове, начало XIX века

При таком составе призреваемых и при плохой ещё администрации большинство богаделен до передачи их в ведение земства (1864 год) и городов (1870 год) находилось в состоянии весьма неудовлетворительном. Для приведения их в лучшее состояние земские собрания прежде всего стали заботиться о помещении в богадельни только беспомощных бедных, и многие из них (Костромское, Нижегородское, Харьковское) ходатайствовали об отмене обязательного помещения в земские богадельни бродяг. В то же время земства стали заботиться о призревавшихся в богадельнях сиротах, о расширении комплекта призреваемых, об устройстве новых богаделен, и многим из них (например, Новгородскому) удалось привести богадельни в совершенно иной вид. Значительные результаты были достигнуты и городом Санкт-Петербургом. Первая забота по устройству в нём богаделен принадлежит царевне Наталье Алексеевне, которая в 1713 г. близ нынешнего Таврического сада учредила богадельни для убогих старух. Из других богаделен, учреждённых в XVIII веке, к концу XIX века осталось три: Инвалидный дом императора Павла I, богадельни Волковская и Лаврская. В конце XIX века все богадельни Петербурга разбивались на 2 группы: несословные и сословные. Первая группа в свою очередь подразделялась: 
- на богадельни для лиц всех сословий и всех исповеданий,
- на богадельни для лиц всех сословий православного исповедания и
- на богадельни для лиц всех сословий иноверческих исповеданий.

В состав второй группы входили богадельни: 
- для лиц привилегированных сословий,
- для лиц духовного звания,
- для купцов, мещан и ремесленников и
- для лиц военного звания.

Число всех богаделен и приютов в С.-Петербурге, предназначенных для призрения престарелых и беспомощных, простиралось в 1884 г. до 80, не считая в том числе домов дешёвых и бесплатных квартир, носящих иногда название богаделен.

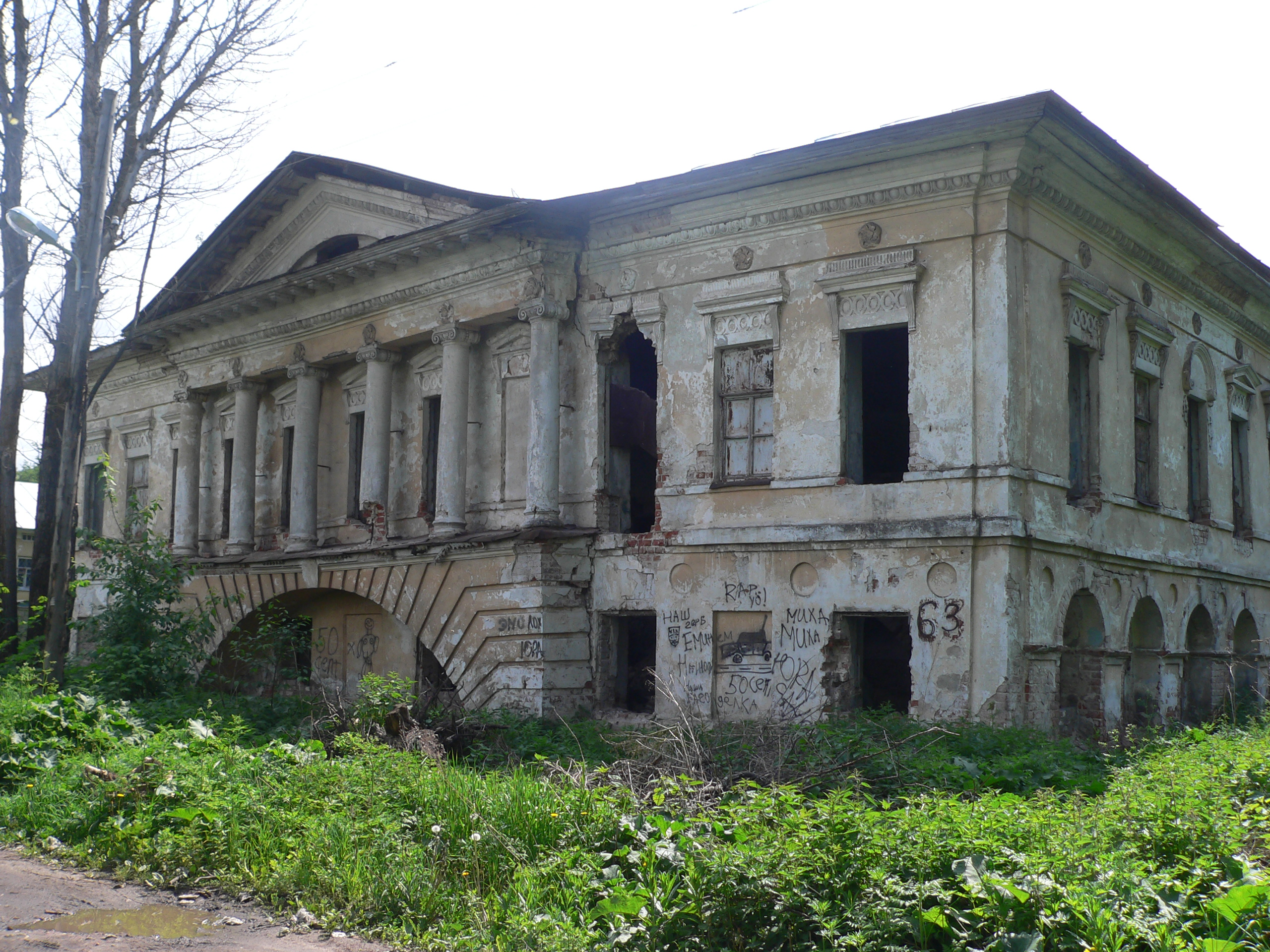
Здание Скулябинской богадельни в Вологде, ок. 1780 г. (открыта в 1848 г.)

### Современность
В современный период определение «богадельни» используется для неофициальных домов престарелых при религиозных учреждениях и сообществах. В 2010-х годах в Российской Федерации — России работало по меньшей мере несколько десятков богаделен, связанных с Русской православной церковью.

## В странах Европы

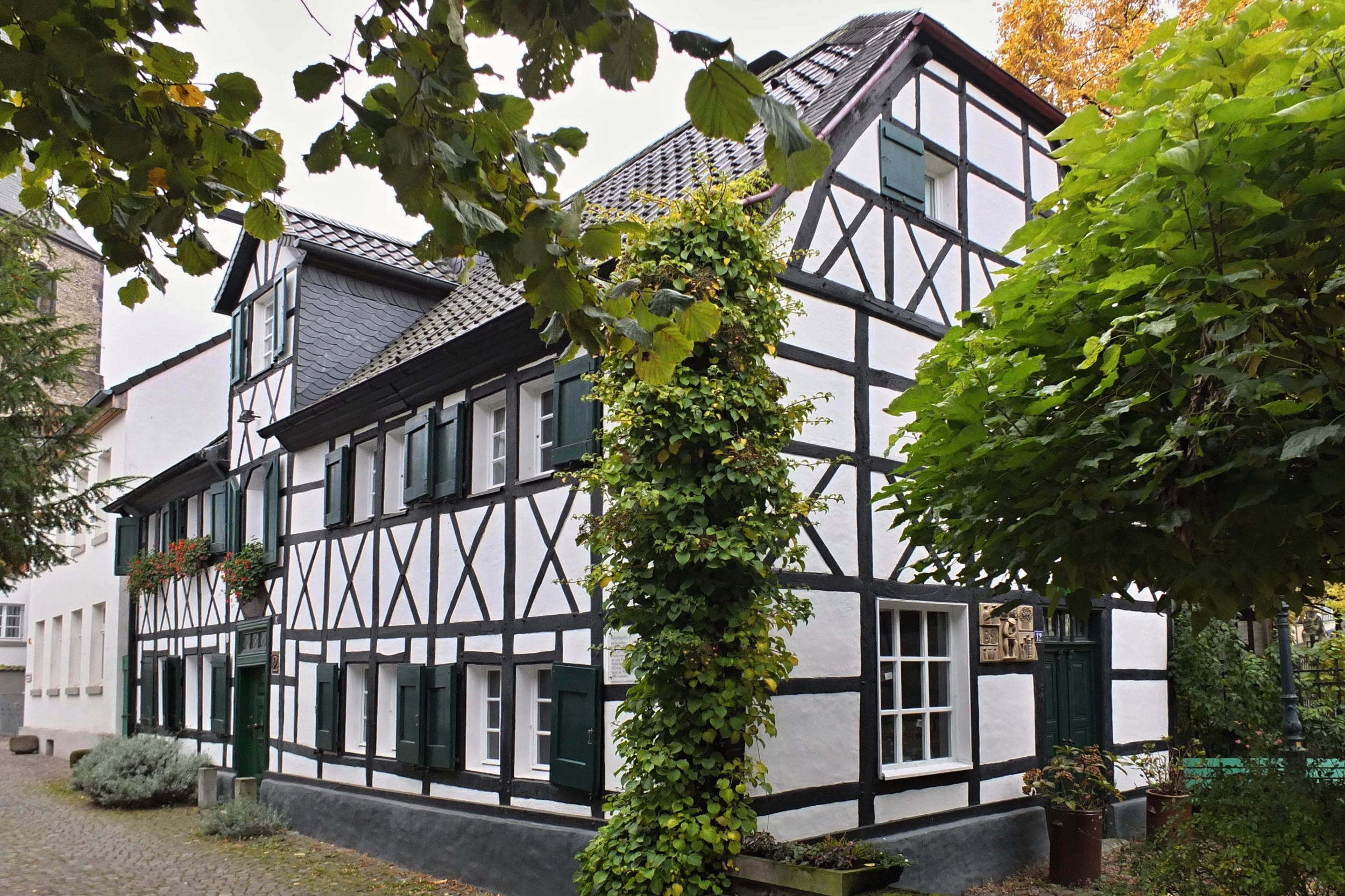

Некоторые из европейских богаделен имеют старинное происхождение. Так, например, дом приюта в Люблине был открыт в 1342 году, в Варшаве дом Св. Духа и девы Марии — в 1388, в Радоме — в 1435, в Скерневицах — в 1530. В XIX веке во Франции богадельни (фр. Maison-Dieu) входили в ведомство госпиталей вместе с больницами. На начало 1884 года во Франции было 1654 госпиталя, в которых содержалось 49 тысяч престарелых, немощных и увечных и 48 тысяч больных; расход равнялся 113 600 462 франкам, а доход — 125 080 522 франкам. Каждая община была обязана принимать в богадельни своих членов, ставших нетрудоспособными; для общин, у которых не было своих богаделен, генеральный совет департамента создавал богадельни самостоятельно и привлекал общины к финансированию этих учреждений.
В департаменте Эндр был предпринят эксперимент: вместо содержания в богадельне престарелым беднякам выдавали ежегодную пенсию в размере около 100 франков; такая замена допускалась лишь при условии, что община или частные благотворители оплачивали 40 % расходов. В 1887 году таким образом содержалось 100 человек. В 1888 году директор ведомства общественного содержания предложил всем департаментам последовать этому примеру. В Англии после реформы 1834 года богадельни стали отделениями работных домов, положенных в основу английской системы общественного содержания.